# Le Raid (film, 1954)
Pour les articles homonymes, voir Le Raid et The Raid.
Pour plus de détails, voir Fiche technique et Distribution.
Le Raid (titre original The Raid) est un film américain basé sur une histoire vraie, réalisé par Hugo Fregonese et sorti en 1954.

## Synopsis
En 1864, durant la guerre civile américaine, un groupe de prisonniers confédérés s'évade d'une prison et projette de lancer des raids ravageurs contre les villes de l'Union.

## Fiche technique
- Titre original : The Raid
- Titre français : Le Raid ou Par le Feu et par l'épée ou L'Affaire de Saint-Albans
- Réalisation : Hugo Fregonese
- Scénario : Sydney Boehm, Francis M. Cockrell d'après Affair at St. Albans de Herbert Ravenel Sass
- Producteur : Leonard Goldstein
- Société de production : 20th Century Fox[1]
- Image : Lucien Ballard
- Type : Technicolor
- Montage : Robert Golden
- Durée : 83 minutes
- Musique : Roy Webb
- Lieu de tournage : Californie
- Date de sortie : 4 août 1954

## Distribution
Note : Bien que sorti en 1954, le doublage n'a été effectué qu'en 1988, lors d'une diffusion TV.
- Van Heflin (VF : Mike Marshall) : Maj. Neal Benton
- Anne Bancroft (VF : Anne Rondeleux) : Katy Bishop
- Richard Boone (VF : Jean Lagache) : Capt. Lionel Foster
- Lee Marvin (VF : Jean Barney) : Lt. Keating
- Tommy Rettig : Larry Bishop
- Peter Graves (VF : Hervé Bellon) : Capt. Frank Dwyer
- Douglas Spencer (VF : Jacques Lalande) : Rev. Lucas
- Paul Cavanagh (VF : Claude Dasset) : Col. Tucker
- Will Wright (VF : Jacques Berthier) : Josiah Anderson
- James Best (VF : Mario Santini) : Lt. Robinson
- John Dierkes (VF : Jean Michaud) : Cpl. Fred Deane
- Helen Ford (VF : Julia Dancourt) : Delphine Coates
- Claude Akins (VF : Daniel Sarky) : Lt. Ramsey (non crédité)
- Robert Easton : un soldat rebelle (non crédité)